# Adelidea pterosticta
Adelidea pterosticta är en tvåvingeart som beskrevs av Hesse 1938. Adelidea pterosticta ingår i släktet Adelidea och familjen svävflugor. Inga underarter finns listade i Catalogue of Life.